# Kirby's Dream Collection
Kirby's Dream Collection Special Edition è un videogioco del 2012 pubblicato da Nintendo per Wii. È una collezione antologica di titoli che celebra il 20º anniversario della serie Kirby, caduto il 27 aprile 2012. Il gioco è stato pubblicato in Giappone il 19 luglio 2012 e in Nord America il 16 settembre 2012. Non è stato tuttavia reso disponibile in Europa e nelle regioni PAL.

## Contenuto
Kirby's Dream Collection include sei titoli Kirby giocabili originariamente pubblicati su Game Boy, NES, SNES e Nintendo 64:
- Kirby's Dream Land
- Kirby's Adventure
- Kirby's Dream Land 2
- Kirby's Fun Pak
- Kirby's Dream Land 3
- Kirby 64: The Crystal Shards

Oltre al controller per GameCube e al controller classico, tutti e sei i giochi sono stati strutturati in modo da essere giocati con il telecomando Wii ruotato orizzontalmente. Il gioco supporta fino a quattro giocatori a seconda del gioco scelto. Come gli altri quattro giochi della raccolta, i giochi per Game Boy (Kirby's Dream Land e Kirby's Dream Land 2) sono trattati come Virtual Console, completi di "sospensione del gioco" e funzioni manuali, nonostante i titoli per Game Boy non siano mai stati rilasciati sul servizio tramite il Canale Wii Shop. Tutti e sei i giochi erano stati precedentemente rilasciati separatamente sulla Virtual Console tramite il Canale Wii Shop e 3DS eShop.
Kirby's Dream Collection presenta anche 13 nuove fasi di sfida basate su quelle disponibili in Kirby's Return to Dream Land del 2011. Una sezione "Museo" aggiuntiva presenta contenuti relativi a ogni gioco della serie Kirby uscito nel 2012, insieme a tre episodi visualizzabili della serie animata. La confezione include inoltre un opuscolo che evidenzia la storia di Kirby e fornisce curiosità relative alla serie, oltre a un CD con colonna sonora contenente 42 brani musicali dei precedenti giochi e tre nuovi arrangiamenti realizzati dalla HAL Laboratory.

## Accoglienza
| Testata                            | Giudizio |
| ---------------------------------- | -------- |
| GameRankings (media al 09-12-2019) | 81.29%   |
| Metacritic (media al 16-06-2022)   | 82/100   |
| Destructoid                        | 8/10     |
| Electronic Gaming Monthly          | 8/10     |
| Nintendo Life                      | 8/10     |
| Nintendo Power                     | 8,5/10   |
| Nintendo World Report              | 8/10     |

A partire dal 25 agosto 2012, Kirby's Dream Collection ha venduto 200 000 copie in Giappone. L'accoglienza della critica in Nord America è stata positiva, e ha elogiato la quantità di contenuti all'interno. Il gioco detiene un punteggio complessivo dell'81,29% su GameRankings e di 82/100 su Metacritic.